# Zhangzhou
Zhangzhou, tidigare även känt som Changchow eller Chiang Chew, är en stad på prefekturnivå i Fujian-provinsen i Folkrepubliken Kina. Den ligger omkring 270 kilometer sydväst om provinshuvudstaden Fuzhou.
Zhangzhou är ursprungssorten för många taiwaneser och utlandskineser. En tredjedel av Taiwans befolkning härstammar från Zhangzhou. Dessutom härstammar politikerna Corazon Aquino och Lee Kuan Yew från denna region.

## Administration
Staden Zhangzhou är indelad i fyra stadsdistrikt och sju härad.
Stadsdistrikt:
- Xiangcheng (芗城区)
- Changtai (长泰区)
- Longhai (龙海区)
- Longwen (龙文区)

Härad:
- Dongshan (东山县)
- Hua'an (华安县)
- Nanjing (南靖县)
- Pinghe (平和县)
- Yunxiao (云霄县)
- Zhangpu (漳浦县)
- Zhao'an (诏安县)

Stadsdistrikten Longhai och Changtai hade tidigare administrationsformerna stad på häradsnivå respektive härad. Ombildningen ägde rum i februari 2021.

## Klimat
Genomsnittlig årsnederbörd är 1 747 millimeter. Den regnigaste månaden är maj, med i genomsnitt 350 mm nederbörd, och den torraste är oktober, med 20 mm nederbörd.